# Israelândia
Israelândia é um município brasileiro do interior do estado de Goiás, Região Centro-Oeste do país. De acordo com estimativas do Instituto Brasileiro de Geografia e Estatística (IBGE), sua população em 2020 era de 2 786 habitantes.

## História
A origem desta povoação foi a descoberta de jazidas de ouro e diamante no Rio Claro e Córrego do Vaz, em 1942, pelo comprador de diamantes e ouro Israel de Amorim que ali estabeleceu-se com sua família.
A notícia da existência desses garimpos atraiu garimpeiros e aventureiros de várias regiões, que deram início à formação do povoado, construindo rústicas casas no estilo colonial e dedicando-se, além da mineração à agropecuária.
Progredindo gradativamente, o povoado "Monchão do vaz", derivado do "veio de diamante e seus exploradores", foi elevado à condição de distrito, pela Lei Municipal nº 54, de 19 de setembro de 1953, integrando o município de Iporá.
Atingindo franco desenvolvimento, obteve o distrito sua emancipação pela Lei Estadual nº 2114 de 14 de novembro de 1958, instalando oficialmente em 1 de janeiro de 1959, por Benedito Marquez Guimarães, com o novo topônimo de Israelândia, em homenagem ao então prefeito de Iporá: Israel de Amorim.

## Geografia

### Hidrografia
O município é cortado por dois importantes rios, o Claro e dos Pilões, e ribeirões como o Fubá, Biquinha, Brumado e Matrinchã.
O Rio Claro, atravessa parcialmente a zona urbana de Israelândia encontrando-se já no município de Jaupaci com o Rio dos Pilões, formando o Rio Claro, com maior volume de água gradualmente.

### Rodovias
Temos duas importantes rodovias, a GO-060 que liga Goiânia a Cuiabá passando por Barra do Garças e a Juca Rocha que liga Israelândia a Jaupaci e Montes Claros de Goiás.

### Economia
A principal atividade econômica desenvolvida no município é a pecuária, tanto do gado de corte quanto no gado de leite, atividades desenvolvidas sem muitas técnica por chacareiros e pequenos produtores rurais da zona rural do município. O município também possui atividades econômicas como indústria de processamento do gênero alimentício ligado a mandioca, sendo uma das únicas cidades da região do centro-oeste goiano a ter indústrias com métodos de trabalho bem avançados, Produtos Rio Claro e Produtos Terra Vida, o que rende um produção em larga escala, para o gênero de fabricação de farinha de mandioca seca em bijus, farinha de mandioca lisa e farinha de milho, atendendo toda a região centro-oeste do estado. Destacamos também a produção de tijolos, lajotas e canaletas, por uma indústria local do ramo de cerâmica, a Cerâmica Almeida trazendo ao município uma grande geração de empregos diretos e indiretos, como também é o caso das indústrias de farinha já mencionadas.

### Cultura
A cidade têm uma cultura de realização de festa comemorativa do Padroeiro da cidade, sendo estas festividades realizadas no final do mês de agosto, em que comemora-se a grandiosa festa em louvor a São Sebastião.
Havendo também nos meses de junho a setembro, a temporada de praia do Rio Claro, realizado nos finais de semana nas praias do Rio Claro, na região do Barreirinho e Praia do posto do Recreio, tendo sempre boas aglomerações de turistas.